# Liste der Monuments historiques in Thonnance-les-Moulins
Die Liste der Monuments historiques in Thonnance-les-Moulins führt die Monuments historiques in der französischen Gemeinde Thonnance-les-Moulins auf.

## Liste der Immobilien
| Bezeichnung            | Beschreibung                             | Standort                            | Kennzeichnung | Schutzstatus | Datum | Bild |
| ---------------------- | ---------------------------------------- | ----------------------------------- | ------------- | ------------ | ----- | ---- |
| Château de Brouthières | Schloss, 18. Jahrhundert; mit Taubenturm | Brouthières, route de Germay (Lage) | PA00079253    | Inscrit      | 1988  |      |
| Kirche Ste-Colombe     | ab dem 13. Jahrhundert                   | Bressoncourt, rue Principale (Lage) | PA00079254    | Classé       | 1965  |      |

## Liste der Objekte
| Bezeichnung                            | Beschreibung                          | Standort                                       | Kennzeichnung | Schutzstatus | Datum | Bild |
| -------------------------------------- | ------------------------------------- | ---------------------------------------------- | ------------- | ------------ | ----- | ---- |
| Wandgemälde Leben der heiligen Kolumba | um 1500                               | Bressoncourt, in der Kirche Ste-Colombe (Lage) | PM52001178    | Classé       | 1965  |      |
| Skulptur Madonna mit Kind              | Holz, farbig gefasst, 17. Jahrhundert | Soulaincourt, in der Kirche Ste-Anne (Lage)    | PM52001179    | Classé       | 1965  |      |